# Wereldbeker schaatsen 2006/2007
De  Wereldbeker schaatsen 2006-2007 is een internationale schaatscompetitie verspreid over het gehele schaatsseizoen. De officiële naam luidt Essent ISU World Cup Speed Skating 2006-2007. Het seizoen begon dit jaar op 10 november 2006 en de einddatum is 4 maart 2007 in Calgary. De Wereldbeker wordt georganiseerd door de Internationale Schaats Bond (ISU). Deze bond organiseert ook de bekers en kampioenschappen voor het shorttracken en het kunstrijden op de schaats.

## Kalender
| Plaats     | Datum               | 100m | 500m | 1000m | 1500m | 3k/5k | 5k/10k | achtervolging |
| ---------- | ------------------- | ---- | ---- | ----- | ----- | ----- | ------ | ------------- |
| Heerenveen | 10-12 november 2006 |      | 2x   | 2x    | 1x    | 1x    |        |               |
| Berlijn    | 17-19 november 2006 |      | 2x   | 1x    | 1x    | 1x    |        | 1x            |
| Moskou     | 25-26 november 2006 |      |      |       | 1x    |       | 1x     |               |
| Harbin     | 2-3 december 2006   | 1x   | 2x   | 2x    |       |       |        |               |
| Nagano     | 9-10 december 2006  | 1x   | 2x   | 2x    |       |       |        |               |
| Heerenveen | 27-28 januari 2007  | 1x   | 2x   | 2x    |       |       |        |               |
| Turijn     | 3-4 februari 2007   |      |      |       | 1x    | 1x    |        | 1x            |
| Erfurt     | 17-18 februari 2007 |      |      |       | 1x    |       | 1x     | 1x            |
| Calgary    | 2-4 maart 2007      | 1x   | 2x   | 1x    | 1x    | 1x    |        |               |

## Resultaten mannen
| afstand              | Goud             | Zilver              | Brons          |
| -------------------- | ---------------- | ------------------- | -------------- |
| 100 m                | Yuya Oikawa      | Maciej Ustynowicz   | Pekka Koskela  |
| 500 m                | Tucker Fredricks | Keiichiro Nagashima | Pekka Koskela  |
| 1000 m               | Erben Wennemars  | Lee Kyou-hyuk       | Shani Davis    |
| 1500 m               | Erben Wennemars  | Enrico Fabris       | Denny Morrison |
| 5&10 km              | Sven Kramer      | Carl Verheijen      | Enrico Fabris  |
| Ploegenachtervolging | Nederland        | Canada              | Duitsland      |

## Resultaten vrouwen
| afstand              | Goud              | Zilver           | Brons             |
| -------------------- | ----------------- | ---------------- | ----------------- |
| 100 m                | Jenny Wolf        | Judith Hesse     | Lee Sang-hwa      |
| 500 m                | Jenny Wolf        | Lee Sang-hwa     | Wang Beixing      |
| 1000 m               | Chiara Simionato  | Shannon Rempel   | Anni Friesinger   |
| 1500 m               | Ireen Wüst        | Anni Friesinger  | Kristina Groves   |
| 3&5 km               | Martina Sáblíková | Daniela Anschütz | Claudia Pechstein |
| Ploegenachtervolging | Nederland         | Rusland          | Duitsland         |

## Limiettijden
Om te mogen starten in de Wereldbeker schaatsen 2006/2007 moet de schaatser na 1 juli 2005 aan de volgende limiettijden hebben voldaan. Het was voor de ISU mogelijk maximaal één schaatser per geslacht per land te laten starten als niemand uit dat land aan de limiettijd had voldaan.
| Geslacht | 500m  | 1000m   | 1500m   | 3000m   | 5000m                          | 10.000m                          |
| -------- | ----- | ------- | ------- | ------- | ------------------------------ | -------------------------------- |
| Mannen   | 38,50 | 1.17,00 | 1.58,00 | —       | 7.10,00                        | 14.30,00 (10km) of 7.00,00 (5km) |
| Vrouwen  | 42,00 | 1.24,50 | 2.08,00 | 4.42,00 | 8.00,00 (5km) of 4.35,00 (3km) | —                                |

1985/1986 · 
1986/1987 · 
1987/1988 · 
1988/1989 · 
1989/1990 · 
1990/1991 · 
1991/1992 · 
1992/1993 · 
1993/1994 · 
1994/1995 · 
1995/1996 · 
1996/1997 · 
1997/1998 · 
1998/1999 · 
1999/2000 · 
2000/2001 · 
2001/2002 · 
2002/2003 · 
2003/2004 · 
2004/2005 · 
2005/2006 · 
2006/2007 · 
2007/2008 · 
2008/2009 · 
2009/2010 · 
2010/2011 · 
2011/2012 · 
2012/2013 · 
2013/2014 · 
2014/2015 ·
2015/2016 ·
2016/2017 ·
2017/2018 ·
2018/2019 ·
2019/2020 ·
2020/2021 ·
2021/2022 ·
2022/2023 ·
2023/2024 ·
2024/2025
Alpineskiën ·
Biatlon ·
Bobsleeën ·
Freestyleskiën ·
Langlaufen ·
Noordse combinatie ·
Rodelen ·
Schaatsen ·
Schansspringen ·
Shorttrack ·
Skeleton ·
Snowboarden